# Ophiomyia monticola
Ophiomyia monticola este o specie de muște din genul Ophiomyia, familia Agromyzidae, descrisă de Sehgal în anul 1968. Conform Catalogue of Life specia Ophiomyia monticola nu are subspecii cunoscute.